# Ombla
Ombla je kratka reka na Hrvaškem severovzhodno od Dubrovnika. Dolga je, odvisno od definicije, med približno 30 metrov in 4,2 km. Izliva se v Rijeko Dubrovačko, rias, ki ga tvori Jadransko morje pri Komolcu v Dubrovniško-neretvanski županiji. Reka Dubrovačka je pravzaprav rias, poplavljena rečna dolina, ki je nastala zaradi spreminjanja višine morske gladine. Reka izvira kot kraški izvir, ki se napaja iz podtalnice, ki jo napaja Trebišnjica, reka ponikalnica, ki teče po Popovem polju v neposrednem zaledju Omble. Višinska razlika med izvirom reke in njenim ustjem znaša malo več kot 2 m. Povprečni pretok reke je 241 m3/s na sekundo. Povodje Omble obsega 600 km2 in poleg kratkega površinskega toka vključuje le podtalnico.
Ombla se uporablja kot vir pitne vode za dubrovniško vodovodno omrežje, zadnji dve desetletji pa se na njej načrtuje gradnja hidroelektrarne. Načrti so leta 2012 predvidevali izgradnjo podzemnega rezervoarja in 68 MW elektrarne. Načrt je sprožil polemiko zaradi dvomov glede varstva okolja in upravljanja biotske raznovrstnosti, tehnične in finančne izvedljivosti ter postopkovnih težav, povezanih s projektom. Izražena je bila posebna skrb glede vpliva rezervoarja na lokalno seizemiko.

## Vir in tok reke
Reka Ombla se nahaja v Dubrovniško-neretvanski županiji severovzhodno od centra mesta Dubrovnik na skrajnem južnem delu celinske Hrvaške. Celotna reka z okolico nosi ime Rijeka Dubrovačka. Območje v bližini Omble obsega več vasi, v katerih živi 12.000 ljudi. Ime se uporablja tudi za estuarij Omble – rias, obdan s 600 m visokimi hribi, ki tvorijo 5 km dolg, 200–400 m širok in 26 m globok zaliv Jadranskega morja. Ombla izvira ob vznožju Golubovega Kamena, hribovje, ki predstavlja mejo med Hrvaško ter Bosno in Hercegovino. Ob kanalu in nižjem toku reke se nahaja nekaj dubrovniških četrti, med drugim Mokošica, Komolac, Rožat, Prijevor in Lozica
Reka izvira v jami, ki meri 80 × 40 metrov, gladina vode pa sega do 8 metrov pod jamskim stropom. Primarni vir se nahaja na nadmorski višini 15 m pod morsko gladino, sekundarni viri pa na 2,5 metra nad morsko gladino. Izvir je največji kraški izvir na Hrvaškem in eden največjih v Dinaridih. Gladina vode v jami je na 2,38 m nadmorske višine. Voda nato teče 30 m, preden doseže jez, čez katerega se izlije v Jadransko morje. Na nižji del toka, natančneje od jezu dolvodno, na reko močno vpliva morje. Tako lahko s čolnom plujemo iz zaliva proti izviru reke okrog 3,7 km. Zaradi majhne dolžine nekateri trdijo, da je Ombla najkrajša reka na svetu.

## Porečje
Ocenjuje se, da porečje Omble pokriva območje 600–900 km2 med obalo Jadranskega morja na območju Dubrovnika in Popovega polja. Razen kratkega površinskega toka reke povodje vključuje samo podtalnico. Natančne meje povodja se razlikujejo glede na trenutne hidrološke razmere, ki določajo pronicanje in pretok podtalnice. Območje obsega 176 naselij in 50.000 prebivalcev.
Širše območje ima kraško morfologijo, kamninska podlaga je sestavljena iz apnencev in iz sorazmerno majhnih območij dolomitov in kvartarnih sedimentov. Jugozahodno mejo porečja tvori eocenski fliš, proti kateremu porečje odteka in pri katerem Ombla tudi izvira. Kamnine so nastale, ko se je med norijem in pozno kredo odložila debela plast karbonatnih usedlin, ki je danes znana kot jadranska karbonatna platforma, do 8.000 metrov globoko. V eocenu in zgodnjem oligocenu se je Jadranska plošča premikala proti severu in severovzhodu, kar je prispevalo k alpidski orogenezi in tektonskemu dviganju Dinaridov. Kraška topografija kraške kotline se je razvila zaradi izpostavljenosti vremenskim vplivom. Zakraševanje se je v veliki meri začelo po dokončnem oligocensko-miocenskem dvigu Dinaridov, ko so bili karbonati izpostavljeni atmosferskim vplivom; vplivi so med recentnim glacialnim maksimumom segali do 120 m pod današnjo morsko gladino. Nekatere kraške formacije so nastale med preteklimi padci morske gladine, predvsem med mesinsko krizo slanosti. Geološka zgradba območja kaže na nedavno tektonsko aktivnost na prelomnici, ki poteka med Humom in Omblo. Nedavni močan potres na širšem območju je bil potres v Črni gori leta 1979 z močjo 7,0 po Richterjevi lestvici. Edini močnejši potres v bližnji okolici je bil dubrovniški potres leta 1667, ki mu je sledil cunami.
Hidrološki režim porečja in Popovega polja določa tok Trebišnjice - ponikalnice, ki na kraškem polju izgine pod zemljo. Podzemna voda je razporejena k številnim izvirom. Nekateri med njimi so izviri vodotokov, ki se izlivajo v reko Neretvo severozahodno od kraškega polja, ali pa se pojavljajo kot vrulje (podmorski izviri) oziroma kot povirje reke Omble. Pretok reke Ombla, izmerjen na vodnem zajetju Komolac, se giblje med 3,96 m3 in 104 m3 na sekundo, v povprečju pa pretok znaša 24,1 m3 na sekundo. Povprečje se je od dokončanja HE Trebišnjica in betoniranja struge reke Trebišnjice zmanjšalo za približno 10 m3/sekundo, a gradbeni posegi v strugo niso vplivali na minimalni pretok.
Porečje leži na meji dveh podnebnih območij — sredozemskega podnebnega pasu na območjih na nadmorski višini do 400 metrov in celinskega podnebnega pasu v drugih delih porečja. Povprečna letna količina padavin se razlikuje glede na podnebne pasove: 1.238 mm na obali Dubrovnika in 2.037 mm v Humu na Popovem polju.

## Etimologija
V klasični antiki je bila Ombla del reke Arion, ki je izvirala in ponikala v današnji regiji Hercegovine, preden se je ponovno pojavila na obali. To je najzgodnejša znana omemba reke, o katerem poroča delo Periplus Psevdo-Scilaksa.
Najverjetnejši izvor poimenovanja izhaja iz latinskega 'Vimbula' po okoliških vinogradih, ali 'Humbla', ker je bila reka nekoč v Zahumju. Druga možnost je, da ime reke izhaja iz slovanske besede 'ubao' ali 'ubla', kar pomeni jama z vodo, morda vodnjak. Od 16. stoletja se je reka imenovala 'Ombla' ali 'Umbla' z različnimi podobnimi izpeljankami, ki se vse prevajajo kot 'reka' – 'Rika', Rieka', 'Ričina' in Rijeka'. V 19. stoletju so poročali tudi o uporabi imena 'Orion', ki očitno temelji na Arionu iz antike. Beseda 'ombla' v albanščini pomeni 'sladka voda'.
Današnje ime reke je bilo med prebivalci Dubrovnika zabeleženo že leta 1169.

## Flora in favna
Zaradi izrazito kratkega sladkovodnega toka v reki ne živijo nobeni sladkovodni organizmi. V strugi reke živijo Belostoma niloticum, ene največjih evropskih žuželk. V Vilini jami nad izvirom živi nekaj vrst netopirjev, med drugim sredozemski podkovnjak (Rhynolophus blasii), južni podkovnjak (Rhinolophus euryale), veliki podkovnjak (Rhinolophus ferrumequinum) in mali podkovnjak (Rhinolophus hipposideros) in izjemno redek Meheljev podkovnjak (Rhinolophus mehelyi), ki bi z izgradnjo hidroelektrarne najverjetneje izumrl.
V močvirju blizu izvira reke se nahaja otoček, poraščen z močvirsko vegetacijo in trstom, ta pa predstavlja zavetje redki balkanski sklednici (Mauremys rivulata).

## Gospodarstvo
Ombla služi kot vir pitne vode za Dubrovnik. Vodna črpališča v Komolcu imajo zmožnost prečrpavanja 560 litrov vode na sekundo. V 15. stoletju je hrvaški arhitekt Paskoje Miličević ob reki zgradil več mlinov.
Ombla je del dobavne mreže pitne vode Dubrovnika že od leta 1897, ko je bil z lastnikom tamkajšnjih mlinov na vodo sklenjen prvi sporazum za dobavo 960 kubičnih metrov vode na dan. Tri do petkrat letno voda postane motna, saj vsebuje povečane vsebnosti prašnih delcev, obdobja trajajo štiri do pet dni po povečanem deževju. Problem naj bi se rešil s premikom zajetja med gradnjo hidroelektrarne. Novo vodno črpališče naj bi bilo zgrajeno na nadmorski višini 55 metrov. Pričakuje se, da bodo te spremembe izboljšale kakovost pitne vode in povečale kapaciteto dobave vode na 1.500 litrov na sekundo. Povprečna količina vode, ki se preusmeri v vodovod, se razlikuje glede na mesec in vrhunec doseže poleti med turistično sezono. Avgusta 2008 je bilo v vodovodno omrežje dnevno prečrpanih 23.419 m3 vode. Leta 2008 je povprečna dnevna količina prečrpane vode znašala 17.750 m3.

### Predlagana hidroelektrarna
HE Ombla naj bi bila zgrajena kot podzemna elektrarna, ki bi prek načrtovanega podzemnega zbiralnika izkoriščala povirje reke Ombla. Projekt vključuje poplavljanje jamskega sistema pri izviru do nivoja 7 metrov pod vhodom v 3063 m dolgo jamo Vilina. Predlagana elektrarna naj bi imela zmogljivost 68 megavatov. Projekt bo delno financiran s posojilom Evropske banke za obnovo in razvoj (EBRD) v višini 123,2 milijonov evrov, odobren je bil 22. novembra 2011. Skupni stroški projekta so ocenjeni na 152,4 milijonov evrov. Skladno z Direktivo Evropske unije o habitatih sta, preden EBRD zagotovi odobrena sredstva, potrebna dodatna presoja in načrt upravljanja biotske raznovrstnosti. Dokumenti morajo opredeljevati morebitna omiljenja ali morebitne potrebne okoljske kompenzacijske dejavnosti.
Projekt je postal sporen, saj so okoljevarstvene nevladne organizacije (NVO) javnost opozarjale na potencialno ogrozitev sedmih vrst netopirjev. Nevladne organizacije so nato trdile, da je projekt nezakonit, okoljsko nevaren, finančno neizvedljiv in tehnično vprašljiv. Legitimnost projekta je bila sporna, saj je temeljil na presoji vplivov na okolje (PVO) iz leta 1999, po hrvaški zakonodaji pa te ne smejo biti starejše od dveh let. Za okoljski problem so izpostavili poplavitev jame Vilina, medtem ko finančna vprašanja temeljijo na predhodnih prekoračitvah stroškov v drugih projektih državnega podjetja Hrvatske elektroprivrede. Eden izmed tehničnih pomislekov je bila možnost, da podtalnica povzroči potrese. Nasprotniki projekta so predsednika hrvaške vlade pozvali, naj opusti gradnjo elektrarne.
Po volitvah leta 2011 je bila za ministrico za okolje in naravo imenovana Mirela Holy, ki je tekom volilne kampanje izrazila nasprotovanje gradnji HE. Leta 2012 je ministrstvo naročilo štiri presoje PVO. Ocene – ena izmed njih je podpirala presojo vplivov na okolje, tri pa so zavračale zaključke prvotne presoje vplivov na okolje – so bile predložene hrvaški vladi 7. junija 2012, en dan po Holyjinem odstopu s položaja, domnevno zaradi nepovezane zadeve. Avtorji presoje vplivov na okolje so ugovarjali, da recenzije niso bile objavljene in so bila imena avtorjev zamolčana. Premier Zoran Milanović je dejal, da želi zbrati mnenja vodilnih hrvaških, evropskih in svetovnih strokovnjakov, preden se odloči o zadevi, ki se obravnava že od zgodnjih devetdesetih let.
Maja 2013 je Evropska banka za obnovo in razvoj preklicala predlagano posojilo za projekt in opozorila na okoljske vplive.